# Passo de Dukla

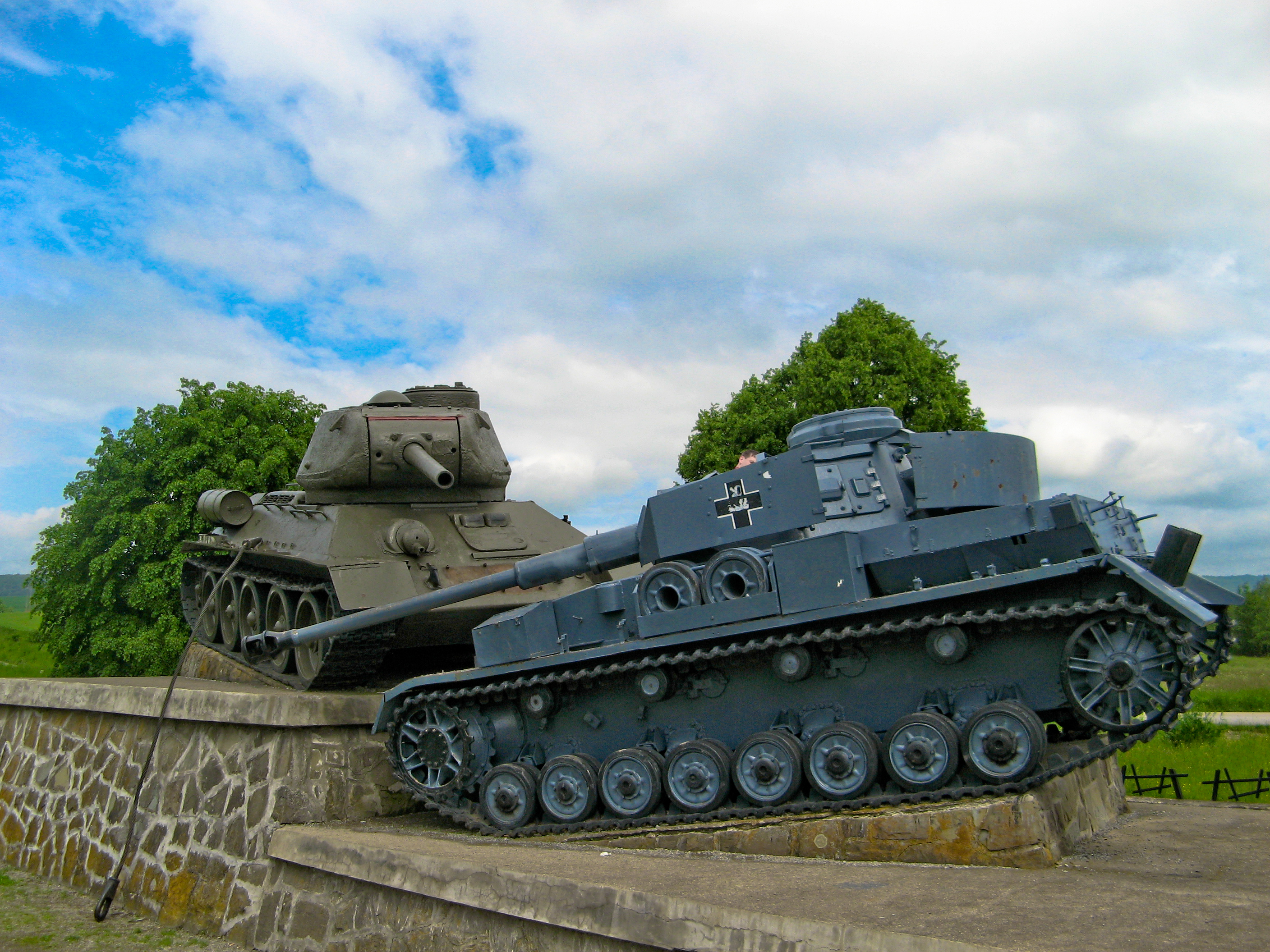
Memorial do Passo de Dukla.

O Passo de Dukla (em eslovaco:  Dukliansky priesmyk, em polonês/polaco:  Przełęcz Dukielska, em húngaro:  Duklai-hágó, em tcheco/checo:  Dukelský průsmyk; 502m acima do nível do mar) é uma passagem montanhosa estrategicamente significativa nas Terras Altas de Laborec, nos Cárpatos Orientais Exteriores, na fronteira entre a Polónia e a Eslováquia (Lemkivshchyna) e perto da fronteira ocidental da Ucrânia.
O Passo de Dukla é o passo montanhoso mais baixo da cordilheira principal dos Montes Cárpatos. Localizada ao sul de Dukla, na Polônia, e a nordeste de Prešov, na Eslováquia, a passagem é reconhecida como uma área onde as culturas eslavas orientais e ocidentais se encontram.
No século XVII, era o refúgio de um bandido e herói popular, Andrij Savka. O Passo de Dukla foi palco de batalhas muito disputadas nas frentes orientais da Primeira Guerra Mundial e da Segunda Guerra Mundial, tal como a Batalha do Passo de Dukla em 1944.